# Casèras (Alta Garona)
Casèras (Cazères en francès i oficial) és un municipi occità de Comenge a Gascunya, en el departament de l'Alta Garona, a la regió d'Occitània. Està agermanat amb Collbató.